# Meydān Khalaf
Meydān Khalaf (persiska: مِيدان غَلَف, میدان خلف, Meydān Ghalaf) är en ort i Iran.   Den ligger i provinsen Ilam, i den västra delen av landet, 500 km sydväst om huvudstaden Teheran. Meydān Khalaf ligger 382 meter över havet och antalet invånare är 419.
Terrängen runt Meydān Khalaf är varierad. Meydān Khalaf ligger nere i en dal. Runt Meydān Khalaf är det ganska glesbefolkat, med 28 invånare per kvadratkilometer. Närmaste större samhälle är Sarāb-e Rajab, 10,2 km nordväst om Meydān Khalaf. Omgivningarna runt Meydān Khalaf är i huvudsak ett öppet busklandskap.